# 지상의 물고기들
"지상의 물고기들"(Fish On Land)은 한국에서 제작된 김진무 감독의 2007년 영화이다. 남성준 등이 주연으로 출연하였다.

## 출연

### 주연
- 남성준
- 지용석
- 정주섭
- 기주봉

### 조연
- 장희재
- 양경모
- 임성빈
- 구선효
- 이금희
- 강승철
- 마이클 아놀드
- 김현정
- 김선영
- 김태연
- 나수윤
- 고지호
- 양영순
- 전새별

## 기타
- 제작부: 임영빈
- 제작부: 조은아
- 라인프로듀서: 이윤영
- 촬영보: 서지우
- 조명: 안명재
- 조명보: 안기현
- 조명보: 임영빈
- 조명보: 박승법
- 조명보: 안희철
- 수중촬영: 신태현
- 조연출: 강우경
- 조연출: 이주희
- 스크립터: 이주희
- 동시녹음: 양성진
- 동시녹음: 이지윤
- 음향효과: 김민희
- 음향효과: 이제한
- 붐오퍼레이터: 어진영
- 붐오퍼레이터: 이선화
- 사운드디자인: 양성진
- 미술: 김아카시아
- 특수분장: 김남진
- 특수효과: 김진근
- CG: 이진규
- 분장: 김아카시아
- 의상: 이주희
- 편집보: 손연지
- 음향지원: 이윤정
- 음향지원: 김형식
- 타투: 이의구
- 무대조명: 김재곤
- 헌팅매니저: 이구용
- dvd커버디자인: 이지원
- 그래피티: 박종훈
- 티셔츠제작: 최기련
- 도자기제작: 박인수
- 모래시계제작: 양위진
- 사진지원: 장호진
- 제주도 현장캐스팅: 변종수
- 타이밍 감독: 이의구